# Коббс, Вилли
Вилли Си Коббс (англ. Willie C. Cobbs; 15 июля 1932, Смейл, Арканзас, США — 25 октября 2021, Норт-Литл-Рок, Арканзас, США) — американский блюзовый харпер, бас-гитарист, вокалист и автор песен. Номинант Blues Music Awards в номинациях «Альбом традиционного блюза» (1995, 2001) .

## Биография
Вилли Коббс родился в небольшом городке Смейл, Арканзас в 1932 году. В детстве пел госпел в церковном хоре.
В 1947 году перебрался в Чикаго, где время от времени выступал в местных клубах, в том числе в компании Литтл Уолтера (который и обучил его игре на гармонике ) и Эдди Бойда. С 1952 по 1956 год служил в Национальной гвардии США (по иным сведениям в морской пехоте ), вернувшись в Чикаго сформировал группу с Эдди Кингом и записал вместе с ним, с Бойдом и Робертом Локвудом несколько синглов на небольших фирмах. В конце 1950-х, не добившись успеха, вернулся с Бойдом в Хьюз, Арканзас.   
В 1960 году записал свою самую известную песню «You Don’t Love Me» на  Mojo Records. По утверждению Коббса услышал как рабочий в поле поёт песню на завораживающую мелодию и написал песню, которую начал исполнять и предлагать компаниям. Некоторые журналисты, в частности Роб Чепмен, называли «You Don’t Love Me» версией песни Бо Диддли «She's Fine, She's Mine», записанную в 1955 году. Музыкальные лейблы отказывались от заключения контракта, согласилась лишь Mojo Records из Мемфиса, Теннесси, и почти сразу песня стала местных хитом. Mojo Records продала запись Home of the Blues Records, лейблу, который ранее отверг Коббса, в те сдали сингл в аренду Vee-Jay Records, которая также отказалась от записи Коббса. Однако в связи с судебной тяжбой относительно авторства, Vee-Jay отказалась от продвижения сингла. Кавер-версии песни впоследствии записывали различные артисты, в их числе John Mayall & the Bluesbreakers, James & Bobby Purify, Эл Купер, Booker T. & the M.G, Джуниор Уэллс, Айк и Тина Тёрнеры, Альберт Кинг, Сонни и Шер, Джимми Доукинс, Лютер Эллисон, Dr. Feelgood, Гэри Мур, Allman Brothers Band (в течение 19 минут исполнявшие песню в своем знаменательном концерте 1971 года Live At The Fillmore East) ), Джон Хаммонд, Ар Эл Бёрнсайд. В 1960-х Коббс продолжал регулярно записываться и выпускал синглы для различных лейблов. В 1970-е Вилли Коббс вернулся в Арканзас, продолжая регулярно выступать на местном уровне в 1970-х и 1980-х, а также основал несколько ночных клубов в Арканзасе и Миссисипи. В 1978 году переехал в Гринвуд, Миссисипи, где открыл очередной клуб Mr. C's Bar-B-Que. 
В 1991 году появился в фильме Миссисипская масала, исполнив две песни. В 1994 году подписал контракт с Rooster Blues и выпустил первый альбом Down to Earth, который продюсировал Джонни Роулз. В 1995 году этот альбом номинировался на звание лучшего альбома традиционного блюза Blues Music Awards. Следующий альбом  Pay or Do 11 Months and 29 Days был выпущен Коббсом лишь на собственном лейбле в 1999 году, но в следующем году вышел альбом Jukin, который также номинировался на звание лучшего альбома традиционного блюза. После этого новый альбом, содержащий работы Коббса с 2000 года, вышел лишь в 2019 году   
Вилли Коббс умер 25 октября 2021 года Норт-Литл-Рок, Арканзас.
«Вилли Коббс — один из самых фанковых певцов и исполнителей на губной гармошке в блюзе сегодня» 
«Его блюзовый стиль — медленный и классический, со скорбным оттенком, покрывающим каждый кусочек его песен» 

## Дискография
- Down To Earth (Rooster Blues Records, 1994)
- Pay or Do 11 Months and 29 Days (1999)
- Jukin (Bullseye Blues & Jazz, 2000)
- Butler Boy Blues (Wilco Records, 2019)